# Platypalpus eumelaenus
Platypalpus eumelaenus is een vliegensoort uit de familie van de Hybotidae. De wetenschappelijke naam van de soort is voor het eerst geldig gepubliceerd in 1884 door Mik.